# Lamongerie
Lamongerie település Franciaországban, Corrèze megyében. Lakosainak száma 124 fő (2022. január 1.). Lamongerie Rilhac-Treignac, Condat-sur-Ganaveix, Masseret, Meilhards, Salon-la-Tour és La Porcherie községekkel határos.

## Népesség
A település népességének változása:
| Lakosok száma | 180  | 134  | 106  | 104  | 125  | 118  | 117  | 115  | 118  | 124  |
|               | 1968 | 1982 | 1990 | 2006 | 2013 | 2015 | 2017 | 2019 | 2020 | 2022 |